# Stemorrhages amphitritalis
Stemorrhages amphitritalis är en fjärilsart som beskrevs av Achille Guenée 1854. Stemorrhages amphitritalis ingår i släktet Stemorrhages och familjen Crambidae. Inga underarter finns listade i Catalogue of Life.